# Hipódromo de Kouvola
El Hipódromo de Kouvola es el nombre que recibe un recinto deportivo localizado en Kouvola en el país europeo de Finlandia. Alberga numerosas carreras de caballos, especialmente carreras a galope. En junio tiene lugar el más famoso de esos eventos, el Gran Premio de Kymi.